# Josep Alcoverro i Carós
Josep Alcoverro i Carós, de vegades Joseph Alcoberro, (Monistrol de Montserrat, 1880 - 8 d'agost de 1908), doctor en filosofia i lletres, fou autor d'un mètode d'ortografia, poemaris, i obres de teatre, que foren estrenades al Cercle Catòlic de Sant Josep de Sant Andreu de Palomar. Destacà també per publicar en 1901 i 1904 una selecció de faules d'Isop en vers, les primeres després de les nombroses reedicions de l'Isopet.

## Obres
- Suspirs i fantasies (1899)
- La Competència : sarzuela en un acte y en vers (1899)
- Qui no crida no és valent : comedia en un acte y en prosa (1900)
- Aplech de versos (1907)
- A Misses dites ó La Lectura del Tenorio : comedia en un acte y en vers (1899)
- Odi de races : drama en tres actes y en prosa (1901)

## Traduccions
- ISOP. Faules. Barcelona: Francisco Badia, 1901 i 1904.